# Cheikh Tidiane Gaye
Cheikh Tidiane Gaye (n. 1971, Thiès, Senegal) este un scriitor de origine senegaleză.

## Biografie
De origine senegaleză și naturalizat italian, Cheikh Tidiane Gaye este o figură cunoscută în literatura despre migrația în Italia. A publicat mai multe culegeri de poezii, iar unele dintre poeziile sale sunt bilingve. Este cunoscut ca un adept al oralității africane. Este primul african care l-a tradus pe marele poet al negritudinii Léopold Sédar Senghor.
În 2024 a fost numit membru ordinar al Academiei Europene de Științe și Arte⁠(d), Salzburg.
A primit medalia Ordre des Arts et des Lettres⁠(d) a Republicii Franceze la 4 iulie 2024.
Locuiește în Italia, la Arcore, provincia Monza-Brianza din Lombardia.

## Opera
- Il Giuramento, Roman - Liberodiscrivere, Génova, 2001.
- Mery, prințesă albinos, cu prefață de Alioune Badara Bèye, Roman - Edizioni dell’Arco, Milano, 2005.
- Il Canto del Djali, Poezie - Edizioni dell'Arco, Milano, 2007.
- Ode nascente/Ode nascente, Publicație Poezie- bilingv italian-franceză, Edizioni dell'Arco, 2009.
- Curve alfabetiche, Poezie - Montedit Edizioni, 2011.
- L'étreinte des rimes/ Rime abbracciate, cu prefață de Tanella Boni, Poezie, coediție bilingvă italo-franceză, Éditions L'Harmattan Paris - Franța, 2012.
- Prendi quello che vuoi, ma lasciami la mia pelle nera, Roman- Prefață de primarul din Milano Giuliano Pisapia, Jaca Book Editions Milano, 2013.
- Léopold Sédar Senghor: il cantore della negritudine, Poezie, Traducere, Edizioni dell'Arco, 2014.
- Ma terre mon sang, Poezie, Ruba Editions, Senegal, 2018
- Il sangue delle parole, Poezie, Kanaga Edizioni, 2018
- Ombra, Poezie, Kanaga Edizioni, 2022
- Voglia Di Meticciato - Il Dialogo Tra Le Culture Ed Etica, Eseu, Kanaga Edizioni, 2022
- Les litanies du cœur, Poezie, Kanaga Edizioni, 2023